# Raft (jeu vidéo)
Pour les articles homonymes, voir Raft.
Raft (« Radeau » en français) est un jeu vidéo de type survie développé par Redbeet Interactive, édité par Axolot Games. Le jeu est sorti le 23 mai 2018 en accès anticipé sur Steam. Le jeu a été retiré de l'accès anticipé et sa version complète est sortie le 21 juin 2022 à la suite de la mise à jour « The Final Chapter ». Il est possible d'y jouer en mode multijoueur et en mode solo.

## Gameplay
Le jeu se joue à la première personne et à la troisième personne et peut être joué soit en mode solo, soit en mode multijoueur. Dans ce dernier cas, le serveur est automatiquement fourni par le jeu et le jeu se déroule en mode coopératif.
Au départ, le joueur se trouve sur un radeau, composé de 4 planches de bois au milieu d'un océan. Il n'est équipé que d'un hameçon avec lequel il peut pêcher des barils, du bois, des feuilles de palmier, du plastique et d'autres objets hors de l'eau. Le joueur peut quitter le radeau et collecter des objets en nageant, mais il doit faire attention car le radeau peut être emporté par le courant et le joueur peut être attaqué ou tué par le requin qui est toujours près du radeau. Ce requin attaquera occasionnellement le radeau, en détruisant une planche qui compose ce dernier. Grâce à un système d'artisanat, le joueur peut utiliser le contenu collecté pour assembler et rechercher de nouveaux objets et pour agrandir et améliorer le radeau. Par exemple, des outils, des armes et des filets peuvent être fabriqués, le contrôle et le guidage du radeau peuvent être améliorés, des systèmes techniques peuvent être fabriqués et des modifications purement visuelles peuvent être apportées.
Le joueur doit également gérer ses besoins fondamentaux comme la faim et la soif en attrapant ou en cultivant de la nourriture et en purifiant l'eau pour la boire. Au cours du jeu, le radeau peut passer par des îles que le joueur peut explorer pour obtenir des objets spéciaux et des ressources. Le joueur peut également plonger dans les régions côtières et collecter des objets spéciaux. 

## Synopsis

### Contexte
Dans un avenir proche, le changement climatique et la hausse des températures ont provoqué la fonte des calottes glaciaires, inondant la planète entière et ne laissant presque aucune terre sèche sur laquelle s'installer. La civilisation s'est effondrée alors que les plans désespérés pour arrêter les inondations ont échoué ou ont été abandonnés. Finalement, l'élite mondiale a décidé d'abandonner complètement la terre ferme pour vivre dans des villes flottantes, tandis que le reste de la population est laissé à lui-même dans un monde inondé,,.
Le joueur prend le rôle d'un explorateur, un survivant qui s'aventure en haute mer à la recherche de terres habitables et de ressources.

### Aventure
Avec rien d'autre qu'un simple radeau, et un crochet, le chercheur part en haute mer à la recherche d'une rumeur appelée « Utopia », selon laquelle il y a encore de la terre ferme sur laquelle vivre. À l'aide d'un récepteur radio, l'explorateur suit une piste de signaux radio. Le premier emplacement est une tour radio qui était autrefois un site d'essais de réacteurs nucléaires.
Après avoir exploré ce lieu, l'explorateur découvre alors un yacht de luxe, abandonné, appelé « Vasagatan » qui appartenait autrefois à Olof Wilkstrom, un membre du gouvernement chargé d'empêcher la Suède d'être inondée. Cependant, au lieu de travailler sur quelque chose de significatif, il a construit le Vasagatan et a fui le pays. Malgré cela, le manque de ravitaillement et une mutinerie potentielle ont forcé Olof à abandonner le navire et à laisser l'équipage à son sort.
Le prospecteur est ensuite conduit sur l'île inhabitée appelée « Balboa » puis sur « Caravan Town », qui était autrefois une ville insulaire animée jusqu'à ce que ses habitants soient contraints de l'abandonner en raison d'une épidémie de salmonelle.
L'explorateur continue de suivre la trace des survivants jusqu'à ce qu'ils trouvent la ville flottante abandonnée nommée « Tangaroa ». En fouillant la ville, le joueur apprend que les survivants de Caravan Town ont tenté de monter à bord de Tangaroa, forçant le capitaine de la ville à ouvrir le feu sur eux. Cependant, la violence a déclenché de violentes émeutes parmi la population de Tangaroa, tandis que dans le même temps, les approvisionnements alimentaires de la ville ont été détruits par une infestation de coléoptères et le réacteur est tombé en panne en raison du stress causé par le capitaine qui a brûlé les moteurs pour tenter de distancer les survivants de Caravan Town. Tangaroa étant une cause perdue, toute la population survivante a abandonné la ville.
Le chercheur continue son voyage, s'arrêtant sur un chantier de construction inachevé appelé « Varuna Point » et atteignant finalement une station de recherche polaire sur l'île appelée « Temperance ». Une fouille de la station de recherche révèle l'emplacement d'une importante colonie de survivants appelée Utopia, où les survivants de Caravan Town et de Tangaroa ont fui. L'explorateur s'y rend, seulement pour découvrir que Olof a déjà atteint la ville et l'a placée sous la loi martiale, enfermant tous les habitants et libérant son armée de hyènes. Le prospecteur est capable de vaincre Olof et ses hyènes et de l'emprisonner. Les habitants d'Utopia sont libérés, et inspirés par le chercheur, déclarent qu'ils feront de leur mieux pour reconstruire la civilisation humaine.

## Développement et publication
Raft était au départ un projet par des étudiants de l'Université d'Uppsala en automne 2016. Un groupe d'étudiant a passé environ 15 semaines à mi-temps pour créer un prototype d'un jeu de survie sur un océan sans fin. Ce prototype a été publié gratuitement le 19 décembre 2016, juste avant Noël. Raft commençait à se faire remarquer par de plus en plus de youtubers et a gagné beaucoup de popularité sur Itch.io.
À la fin du mois de mai, le prototype avait été téléchargé plus de 7 millions de fois et était couvert par plusieurs youtubers majeurs tels que Jacksepticeye, Markiplier et FGTeeV. Ce type de réponse a été un choc pour les développeurs. Ils ont rapidement décidé de continuer à développer Raft en quelque chose de plus grand et de meilleur. Désireux d'obtenir une version préliminaire de Steam Early Access, ils ont rencontré les développeurs de Scrap Mechanic, Axolot Games, à la recherche d'un investisseur et d'un éditeur. Avec leur passion commune pour les jeux de survie, les deux parties ont senti que c'était l'association parfaite et ont ensuite décidé de travailler ensemble avec le soutien d'Axolot Games, l'équipe a fondé le studio Redbeet Interactive, a déménagé à Skövde et a poursuivi le développement de Raft.
À l'origine, le jeu avait commencé en tant que prototype gratuit sur Itch.io. Grâce au soutien actif de la communauté, il a pu se développer et devenir ce qu'il est aujourd'hui.
Il existe un autre jeu .io qui lui est tiré de Raft, mais développé par le créateur de Deeeep.io et sorti en début février 2018 ; Raaaaft.io.
Le compositeur allemand Jannik Schmidt est responsable de la bande sonore du jeu.
Le 23 mai 2018, Raft est sorti en tant que jeu en accès anticipé sur Steam.

## Réception
Jusqu'à la fin du mois de mai 2017 était la version développeur téléchargée plus de sept millions de fois. Le site Polygon a qualifié le jeu d'un des jeux les plus réussis sur Steam de 2018 et a loué le mélange d'exploration, de collecte, de gestion et d'apprentissage. Le jeu a gagné en notoriété grâce à de nombreux Lets Plays sur la plateforme vidéo YouTube, entre autres,.
Les développeurs ont déclaré à PC Gamer qu'une des raisons du succès par rapport à d'autres jeux de survie qui se jouent dans un monde ouvert pourrait être la zone limitée .En raison du système sandbox et du cadre en pleine mer, le jeu est également comparé à Subnautica. 